# Percarina
Percarina é um género de peixe da família Percidae.
Este género contém as seguintes espécies:
- Percarina demidoffi